# Temwa Chawinga
Pour les articles homonymes, voir Chawinga.
Temwa Chawinga, née le 20 septembre 1998, est une footballeuse internationale malawite évoluant au poste d'attaquante.

## Biographie

### Carrière en club
Née au Malawi en 1998, Chawinga fait partie d'une fratrie de cinq enfants dont Tabitha Chawinga qui sera aussi footballeuse. Elle commence le football très jeune, jouant dans des équipes masculines avant de rejoindre le club féminin du DD Sunshine.
Temwa Chawinga rejoint le club de première division suédoise du Kvarnsvedens IK (en) en 2017 sous l'impulsion de sa sœur Tabitha, qui quitte le club dans le même temps pour aller en Chine,. 

#### Wuhan Jianghan
Elle rejoint le club chinois du Wuhan Jianghan en 2019. Néanmoins, elle ne peut rejoindre ses coéquipières qu'à l'été 2020 en raison de la pandémie de Covid-19.
Lors de l'année 2023, elle est la meilleure buteuse du monde, avec un total de 63 buts toutes compétitions confondues, dépassant même le meilleur buteur masculin, Cristiano Ronaldo, qui a marqué 54 buts la même année.

#### Kansas City Current (2024-présent)
Le 3 janvier 2024, Chawinga signe un contrat de deux ans avec le Kansas City Current,. Elle marque son premier but lors d'une victoire 4-2 contre l'Angel City FC le 30 mars, devenant ainsi la première buteuse malawite de l'histoire de la NWSL,.
À l'issue de la saison 2024, elle établit un nouveau record en marquant 20 buts en une seule saison, surpassant le précédent record de 18 buts détenu par Sam Kerr depuis 2019,. Chawinga est devenue la première joueuse de l'histoire de la NWSL à marquer lors de huit matchs consécutifs et contre chacune des 13 autres équipes de la ligue en une seule saison. Elle a également délivré six passes décisives, portant son total de contributions à 26, un autre record de la ligue. Temwa Chawinga remporte ainsi le Golden Boot (Soulier d'Or) de la NWSL en 2024. Elle est aussi nommée MVP de la NWSL pour la saison 2024,,,.
En janvier 2025, Temwa Chawinga signe une prolongation de contrat de trois ans, la liant à l'équipe jusqu'en 2028,.

### Carrière en sélection
Elle remporte avec la sélection malawite le Championnat féminin du COSAFA 2023, obtenant de plus le prix de la meilleure joueuse et de la meilleure buteuse avec 9 buts inscrits.

## Vie privée
Sa sœur Tabitha Chawinga est également footballeuse,.